# نورالدین کیا
نورالدین کیا، (زاده شده با نام نورالدین کیانوری فرزند ضیاءالدین کیانوری) او به خاطر شباهت نام با پسرعمویش نورالدین کیانوری (فرزند مهدی نوری) نام خود را به نورالدین کیا تغییر داد. اما بعد از انزوا و مرگش در جمهوری اسلامی ایران، نامش به‌صورت نورالدین فضل‌الله کیا نوشته می‌شود. وی وزیر مختار، مدیر کل وزارت امور خارجه و سفیر کبیر در کشور کانادا و مدت‌ها در دوران محمد مصدق و محمد رضا پهلوی، نماینده ایران در شورای امنیت و سفیر کبیر ایران در ژاپن بود.

## خانواده
وی فرزند ضیاءالدین کیانوری بود.
اسامی برادران: عمادالدین کیا، بهروز کیا خبرنگار بین‌المللی سازمان رادیو تلویزیون ملی ایران
اسامی خواهران: خجسته کیا، ضیااشرف کیا (مادر سید حسین نصر)، خدیجه کیا (همسر محمدعلی کیا برادر بزرگتر نورالدین کیانوری و اختر کیانوری)، قمرالزمان، بدریه. زهرا کیا (نوری) دختر عموی او می‌باشد.
او نوهٔ پسری شیخ فضل‌الله نوری و دختر میرزا حسین نوری می‌باشد.

## خلاصه زندگینامه
نورالدین کیا در تاریخ ۱۲۹۶ در تهران متولد شد. وی تحصیلات خود را در تهران، پاریس و ایالات متحده آمریکا باتمام رسانید و درجهٔ فوق لیسانس دریافت کرد و به استخدام وزارت امور خارجه درآمد و مشاغلی را در ایران و خارج از کشور احراز نمود که اهم آنها عبارتند از: رایزن و معاون نمایندگی ایران در سازمان ملل متحد، ریاست اداره چهارهم وزارت امور خارجه، سرکنسول ایران در استانبول با سمت وزیر مختاری، مدیر کل وزارت امور خارجه، وزیر مختار و بعداً سفیر کبیر در کشور کانادا. نورالدین کیا مدت‌ها در شورای امنیت نمایندگی ایران را عهده‌دار بود. آخرین سمت وی در وزارت امور خارجه، سفیر کبیری ایران در ژاپن بود. وی به زبان فرانسه و زبان انگلیسی تسلط داشت. تحقیقات و نوشتجاتی در رشته تخصصی خود دارد که در مطبوعات ایران و نشریهٔ یونسکو به چاپ رسیده‌است.

## آثار
- خاطرات فضل‌الله نورالدین کیا[۱]

این کتاب شرح خاطرات «فضل‌الله نورالدین کیا» یکی از صاحب منصبان وزرات امور خارجه در رژیم سابق است که مدارج اداری را تا سفارت و معاونت وزارت امور خارجه طی کرده‌است. نورالدین کیا در سال ۱۳۱۹ به خدمت وزارت امور خارجه درآمد و نخستین مأموریت خارج از کشور را با عزیمت به سوئد آغاز کرد. او از سال۱۳۲۰ تا ۱۳۲۵ در مقام کنسولیار ایران در فلسطین تحت قیمومیت انگلستان و شرق اردن مأموریت داشت. کتاب حاضر به شرح خاطرات این دوره از خدمت او اختصاص دارد. در این خاطرات، بر گوشه‌هایی از تاریخ معاصر و سیاست خارجی ایران در دوران پهلوی در مورد فلسطین می‌پردازد.
۴۲ روز با محمد مصدق در سازمان ملل متحد و واشینگتن ===
کتاب «۴۲ روز با محمد مصدق در سازمان ملل متحد و واشینگتن» را فضل‌الله نورالدین کیا، دیپلمات پیشین و یکی از اعضای هیئت ایرانیِ همراه دکتر مصدق در سفر به سازمان ملل، به نگارش درآورده است. نویسنده که در آن زمان (سال ۱۳۳۰) سمت نمایندگی ایران در سازمان ملل را بر عهده داشته، در این کتاب با استفاده از یادداشت‌ها و خاطرات خود، وقایع آن دوره را مرور و به شرح حواشی مذاکراتی می‌پردازد که طی نزدیک به یک ماه و نیم اقامت مصدق در آمریکا، به طول انجامید.
سفر مصدق در مهرماه ۱۳۳۰ (برابر با اکتبر ۱۹۵۱ میلادی) به سازمان ملل متحد در نیویورک و مذاکرات نسبتاً طولانی او در مورد مسایل نفت با مقامات آمریکایی، موضوع اصلی کتاب "۴۲ روز با محمد مصدق در سازمان ملل متحد و واشنگتن" را تشکیل می‌دهد. آمریکایی‌ها در آن زمان، عملاً به عنوان «رابط» ایران با انگلیسی‌ها عمل می‌کردند.
حضور مقتدرانه مصدق در شورای امنیت سازمان ملل متحد و سخنرانی‌هایی او در مقام پاسخگویی به شکایات حقوقی انگلیس، کشوری که مدعی بودند ایران به صورت یک طرفه قرارداد شرکت سابق نفت را ملغا کرده و حاضر به پرداخت غرامت نیست، جای کوچک‌ترین شبهه و تردیدی در پایمردی مصدق برای استیفای حقوق ملت ایران، باقی نگذاشت.
در کتاب می‌خوانیم که مصدق با بیان این مطلب که «آزادی ملت ایران را نمی‌توان مورد معامله قرار داد» تأکید کرد که به هیچ وجه حاضر نیست بر سر منافع اقتصادی کشورش معامله کند. در واقع او با این حرف، تکلیف خود و ملتش را با دولت انگستان روشن ساخت!
این سفر یا بهتر بگوییم این مأموریت سیاسی و پیروزی قاطع برخاسته از آن، مقطعی حساس و تاریخی از تحولات چشمگیر معاصر ایران بوده‌است. یک پیروزی افتخارآمیز که نشانه صلابت و استواری شخصیتی است که در شرایطی دشوار، در مقام رویارویی با امپراتوری برآمد که بسیاری از ملت‌ها را تا آن هنگام، زیر یوغ استعمار خود داشت؛ مواجهه ای پیروزمندانه، همراه با پشتوانه نیرومند مردمی که به یک آرمان تاریخی بزرگ تبدیل شد و بسیاری از جنبش‌های آزادیبخش در دیگر کشورهای جهان سوم آن را الگوی خود قرار دادند.
کتاب «۴۲ روز با دکتر مصدق» مشتمل بر خاطرات و یادداشت‌های کوتاهی است که نویسنده از سفر رهبر نهضت ملی‌شدن نفت و هیئت همراه ثبت کرده و در نوع خود جالب و برای محققان و پژوهشگران تاریخ معاصر قابل استفاده است. برای مثال بیان برخی خاطرات از اقامت دکتر مصدق در سازمان ملل متحد و نظرات ارایه شده از سوی اعضای هیئت دیپلماتیک ایران در مذاکرات، همین‌طور بحث‌هایی که میان آنها رخ می‌داد، از جمله این موارد است.
از اینها گذشته اسنادی در ارتباط با این سفر سیاسی، سخنرانی‌ها، مصاحبه‌ها، اظهار نظرها و توضیحات دکتر مصدق در مورد ملی کردن صنعت نفت، همچنین یادداشت‌های منتشر نشده از غلامحسین مصدق (فرزند ارشد محمد مصدق) از جمله ضمائم کتاب است. در بخشی از این یادداشت‌ها، فرزند مصدق در نامه ای خطاب به مؤلف، ماجرای حمله اوباش به منزل مصدق را در جریان کودتای بیست و هشتم مرداد ۱۳۳۲ همراه با جزییات شرح داده‌است.
کتاب همچنین به مقدمات سفر مصدق به قاهره که در مدت اقامت در آمریکا بنا به درخواست مقامات مصری، فراهم شد اشاره دارد. مصدق به این دعوت پاسخ مثبت داد. این در شرایطی بود که مصر بر سر مسئله کانال سوئز با انگلستان درگیر بود. در کتاب به نقل از مصدق نقل شده‌است که حضور ما در کنار مردم مصر در چنین شرایطی بسیار حیاتی بود و خوشحالم که توانستم چنین اقدامی را بجا آورم.
شایان ذکر است که نورالدین کیا هنگام سفر محمد مصدق به نیویورک در سازمان ملل، مسئول «سامان بخشی» به امور دفتری ایشان و گروه همراه وی در مدت ۴۲ روز توقف آنها در آمریکا بوده‌است و همین مسئله بر سندیت کتاب به عنوان روایتی از یک شاهد دست اول می‌افزاید. اما علاوه بر اینها، تعداد ۲۵ برگ سند ارزشمند و نزدیک به ۲۰ عکس تاریخی در کتاب آمده که می‌تواند برای پژوهشگران در عرصه سیاست و تاریخ معاصر ایران، قابل توجه باشد.
البته برخی از این اسناد شاید صرفاً از جنبه ثبت در تاریخ اهمیت داشته باشند و اطلاعات مهم و معنی داری را ارائه نکنند، مانند کارت شناسایی مصدق برای ورود به سالن سخنرانی در سازمان ملل یا حتی شماره اتاق هتل یا اقامتگاه برخی از اعضای هیئت همراه. شاید از برخی جنبه‌ها، این گونه اطلاعات، مفید باشد.

### خاطراتاستانبول
کتاب حاضر، خاطرات او مربوط به سال‌های ۱۳۳۵ تا ۱۳۳۹ است که در این زمان در استانبول سمت سرکنسول ایران را داشت. این خاطرات علاوه بر این که متضمن اطلاعاتی دربارهٔ روابط ایران و ترکیه در آن زمان است، در بر دارنده مطالبی است دربارهٔ اوضاع ایران، دربار، بسیاری از رجال سیاسی و نظامی ایران در زمان پهلوی.